# U2 (Berlin)
U2 je linija berlinskog U-Bahna. Ima 29 stanica i duga je 20,7 kilometara.